# Синозавроптерикс
Синозавроптерикс (Sinosauropteryx) — монотипний рід динозаврів-тероподів з групи Coelurosauria, що жили в ранньому крейдовому періоді (АПТ) близько 125—120 мільйонів років тому на території сучасного Китаю. Рід був описаний у 1996 році. Тіло динозавра було покрите тонкими волокнами, які можуть розглядатися як примітивні пір'я.

## Опис
Синозавроптерикс був дрібним, завдовжки до 51 см та важив приблизно 2,5 кг. Це моторна тварина з граційною статурою. Він пересувався на довгих задніх кінцівках, пристосованих для швидкого бігу, а передні лапи використовував для хапання здобичі. Через оперення він мав деяку зовнішню схожість із птахами. Оперення складалося з тонких волокон, завдовжки приблизно 3,8 см.
Хоча синозавроптерикс і мав пір'яний покрив, його не можна вважати сполучною ланкою між динозаврами і птахами, оскільки в його епоху на Землі вже мешкали справжні пернаті.
Синозавроптерикс є першим динозавром, у якого було встановлено прижиттєве забарвлення. Науковцям вдалося виявити в рештках пір'яного покриву цієї тварини скам'янілі меланосоми — клітинні органели, у яких знаходяться молекули меланіну. На основі отриманих досліджень палеонтологи прийшли до висновку, що синозавроптерикс мав досить яскраве оперення, хвіст тварини був забарвлений оранжево-білими смугами, верхня частина тулуба мала рудий відтінок, живіт був світлим, а ноги темними.

## Спосіб життя
Синозавроптерикс був хижаком, харчувався хробаками, комахами, ящірками, дрібними ссавцями. Мав гострий нюх.

## Класифікація
Синозавроптерикс належить до родини компсогнатид, дрібних комахоїдних динозаврів, що мешкали на Землі в юрський і крейдовий періоди. Найближчим родичем синозавроптерикса є компсогнатус, який жив на території Європи. У цих динозаврів спільна будова скелета передніх кінцівок, плечей і грудей.